# Monique Lemaire
Pour les articles homonymes, voir Lemaire.
Monique Lemaire, née en 1943[Quand ?], est un mannequin français.
Elle a été élue Miss Côte d'Émeraude en 1961, puis Miss France en 1962. Avant d'être couronnée Miss Côte d'Emeraude, elle a été élue Miss Dinard ou Miss Saint-Briac.
Elle a été par la suite 2e dauphine de Miss Monde 1962 et finaliste à Miss Univers 1963.

## Biographie
Dix-huit concurrentes se disputaient le titre de Miss France en 1962. Secrétaire médicale de 19 ans, Monique Lemaire, 1,70 m, 92 cm de tour de poitrine, 59 cm de tour de taille, pour un poids de 60 kg,[réf. souhaitée] est élue Miss France à l'hôtel de ville du Havre, puis couronnée à bord du paquebot France. Miss France 1962 et ses dauphines visitèrent ensuite le paquebot. Le lendemain, Monique Lemaire regagnera Paris.
Ses dauphines sont, :
- Miss Franche-Comté, Marina Crouet ;
- Miss Rhône-Alpes, Michèle Dumonteil ;
- Miss Lille, Jeannine Heyte ;
- Miss Aquitaine, Thérèse Trady.

Restée sourde à toutes sollicitations du cinéma, elle a précisé qu'elle voulait garder son métier et fonder un foyer. Elle fera toutefois une brève apparition comme guest-star, en incarnant Marie-Antoinette dans l'épisode 10 de la série américaine Au cœur du temps et en tant que Violette dans l'épisode 13 de la série américaine Commando du désert.
À la même époque, Monique Lemaire, habitant Mourenx, ville nouvelle dans les Basses-Pyrénées (actuelles Pyrénées-Atlantiques), y pratiquait le basket-ball à l'Union sportive Pyrénées-Aquitaine, devenue ensuite Union sportive de Mourenx, et aujourd'hui Élan béarnais Pau-Lacq-Orthez.[réf. souhaitée]